# Große Seekarspitze
Die Große Seekarspitze ist ein 2677 m ü. A. hoher Gipfel der Hinterautal-Vomper-Kette im Karwendel. Der Gipfel bildet eine Pyramide mit schuttbedeckten Steilflanken und ist nach Norden über einen Grat mit der Kleinen Seekarspitze (2613 m ü. A.) verbunden. Richtung Südsüdwest verläuft der Spitzhüttengrat mit dem Unteren (2390 m ü. A.) und dem Oberen Spitzhüttenkopf (2502 m ü. A.). In der Nähe der Breitgrieskarscharte (2388 m ü. A.) befindet sich eine Biwakschachtel als Notunterkunft. Der Gipfel ist über eine der folgenden vier Routen für den erfahrenen und trittsicheren Bergsteiger erreichbar (alle Zugänge sind teilweise weglos): das Neunerkar und die Breitgrieskarscharte, das Marxenkar, über den Verbindungsweg zwischen Pleisenhütte und Karwendelhaus (Toni-Gaugg-Höhenweg) und von Süden aus dem Hinterautal über das Breitgrieskar.

## Weblinks

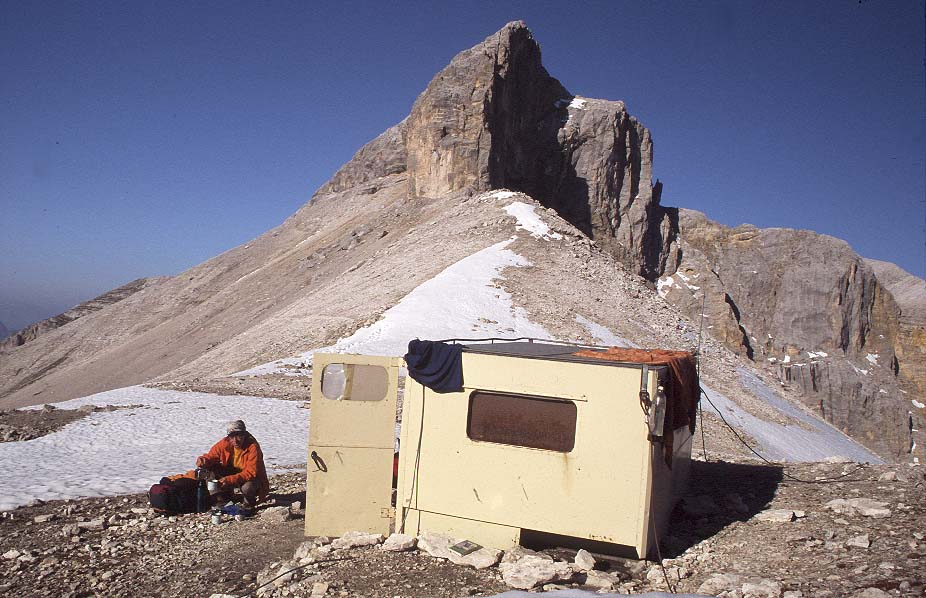
Biwakschachtel an der Breitgrieskarscharte im Karwendel